# IC 871
IC 871 је спирална галаксија у сазвјежђу Дјевица која се налази на листи објеката дубоког неба у Индекс каталогу.
Деклинација објекта је + 4° 24' 15" а ректасцензија 13h 17m 58,6s. Привидна величина (магнитуда) објекта IC 871 износи 13,7 а фотографска магнитуда 14,5. IC 871 је још познат и под ознакама UGC 8358, MCG 1-34-16, CGCG 44-58, NPM1G +04.0393, IRAS 13155+0439, PGC 46321.